# Pagodidaphne colmani
Pagodidaphne colmani é uma espécie de gastrópode do gênero Pagodidaphne, pertencente a família Raphitomidae.